# 何惠彬
何惠彬（英語： Ben Ho Wai-pan，1989年—），香港政治人物，前街坊工友服務處成員，前任元朗區議會天耀選區議員。

## 從政
何惠彬擊敗對手司徒駿軒、梁榮生以及陳科伊，成功當選，並成為本區首位民主派議員。
2020年6月20日，何惠彬因不滿街工不保證遵守立法會選舉民主派初選結果，宣佈退出街工。
| 政党   | 政党             | 候选人           | 票数  | %     | ±      |
| ------ | ---------------- | ---------------- | ----- | ----- | ------ |
|        | 無黨派           | ①. 梁榮生 (恆仔) | 372   | 5.86  | ▼41.67 |
|        | 街坊工友服務處   | ②. 何惠彬        | 3,513 | 55.34 | 不適用 |
|        | 民建聯/新 新社聯 | ③. 司徒駿軒      | 2,408 | 37.93 | 不適用 |
|        | 無黨派           | ④. 陳科伊        | 55    | 0.87  | 不適用 |
| 多数票 | 多数票           | 多数票           | 1,105 | 17.41 |        |

## 企圖刑事恐嚇案
2021年7月14日，何惠彬因涉嫌企圖刑事恐嚇被警方拘捕，他被指於2020年3月在社交網站上載軍刀相片，聲稱將於2日後往天水圍天耀邨耀逸樓對開「掃場」，驅趕街頭賭博。案件於7月22日在屯門裁判法院提堂，何惠彬被控於或約於2020年3月21日，在香港企圖威脅他人會使其人身體受損害，意圖使他人受驚。案件押後至9月16日，他獲准以現金一千元保釋，其間不得離港，須交出所有旅遊證件及每周向警署報到一次。2022年1月25日，何惠彬被裁定罪成。2月8日，被判監5星期。